# Southern Air (compagnie aérienne)
Pour l'album de Yellowcard, voir Southern Air (album).
Southern Air Inc. est une compagnie aérienne cargo filiale de Atlas Air. Son siège social se situe à Florence, Kentucky aux États-Unis

## Flotte
En juin 2021, Southern Air exploitait 17 appareils:
| Appareils         | En service | Commandes | Remarques                     |
| ----------------- | ---------- | --------- | ----------------------------- |
| Boeing 737-800BCF | 8          | -         | Exploité pour Amazon Air (en) |
| Boeing 777F       | 9          | -         | Exploité pour DHL Aviation    |
| Total             | 17         | 0         |                               |